# Punctelia purpurascens
Punctelia purpurascens är en lavart som beskrevs av Marcelli & Canêz. Punctelia purpurascens ingår i släktet Punctelia och familjen Parmeliaceae.   Inga underarter finns listade i Catalogue of Life.